# علم المياه الجوفية

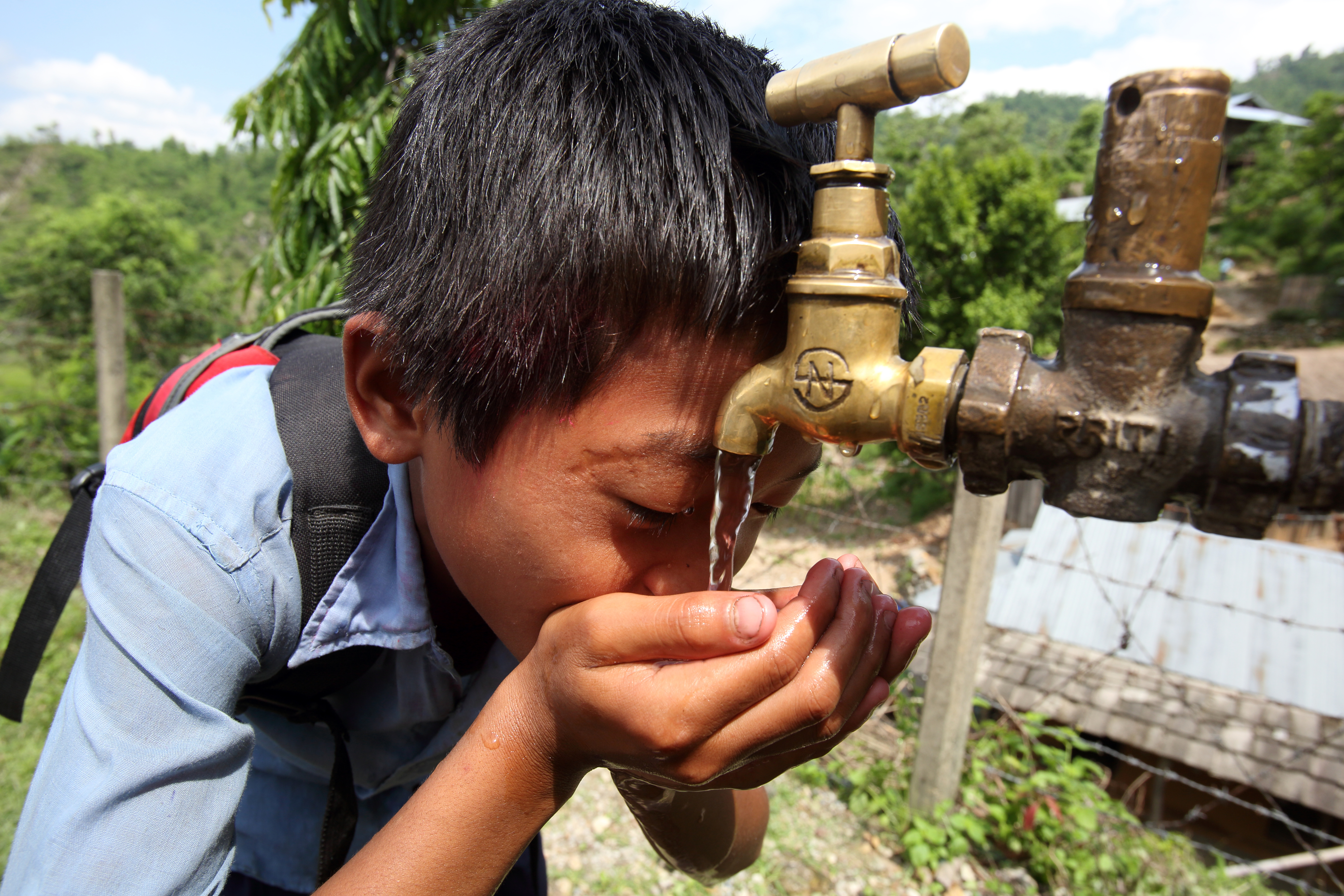

علم المياه الجوفية (Hydrogeology or Geohydrology) وتنقحر إلى الجيوهيدرولوجيا، والهيدروجيولوجيا، هو مجال من الجيولوجيا يتعامل مع توزيع وحركة المياه الجوفية في التربة والصخور في القشرة الأرضية (عادة في طبقات المياه الجوفية). وهو موضوع متعدد التخصصات. يمكن أن يكون من الصعب حساب كامل التفاعلات الكيميائية والفيزيائية والبيولوجية بل والقانونية بين التربة والمياه والطبيعة والمجتمع. دراسة التفاعل بين حركة المياه الجوفية والجيولوجيا يمكن أن تكون معقدة جدا. المياه الجوفية لا تتبع دائما تضاريس السطح؛ وتتبع المياه الجوفية تدرجات الضغط (التدفق من الضغط العالي إلى المنخفض)، وغالبا من خلال الكسور والقنوات في المسارات الدائرة. مع الأخذ بعين الاعتبار التفاعل بين مختلف جوانب نظام متعدد المكونات غالبا ما يتطلب المعرفة في العديد من المجالات المتنوعة على المستويين التجريبي والنظري. وفيما يلي مقدمة أكثر تقليدية لطرق وتسميات الهيدرولوجيا المشبعة تحت السطحية.
تشمل هذه الدراسة المواضيع الرئيسية التالية:
- - منشأ المياه الجوفية
- - شروط تجمع وتوزع المياه الجوفية، والتوزع الحالي للطبقات الحاملة للماء
- - الخواص الفيزيائية والكيميائية والجرثومية والتركيب الغازي للمياه الجوفية
- - حركة المياه الجوفية ونظامها وتوازنها
- - تصنيف المياه الجوفية
- - دور المياه في العمليات الجيولوجية المختلفة، وفي تشكل مكامن الخامات المفيدة=
- - علاقة المياه بالإنشاءات الهندسية والزراعية والمنجمية وغيرها
- - استثمار وإدارة المياه الجوفية

## الهيدروجيولوجيا فيما يتعلق بالمجالات الأخرى
وعلم المياه الهيدرولوجية، كما ذكر أعلاه، هو فرع من علوم الأرض يتناول تدفق المياه من خلال طبقات المياه الجوفية وغيرها من الوسائط المسامية الضحلة (عادة أقل من 450 م أو 1500 قدم تحت سطح الأرض). إن التدفق الضحل جدا للمياه في السطح تحت السطح (العلوي 3 أمتار أو 10 أقدام) له صلة بعلوم التربة والزراعة والهندسة المدنية، فضلا عن الهيدروجيولوجيا. التدفق العام للسوائل (الماء، الهيدروكربونات، سوائل الطاقة الحرارية الأرضية، الخ) في تشكيلات أعمق هو أيضا مصدر قلق الجيولوجيين، الجيوفيزيائيين والجيولوجيين النفط. المياه الجوفية هي بطيئة الحركة، لزج السوائل (مع عدد رينولدز أقل من الوحدة). العديد من القوانين المستمدة تجريبيا من تدفق المياه الجوفية يمكن أن تكون مشتقة بالتناوب في ميكانيكا السوائل من حالة خاصة من تدفق ستوكس (اللزوجة وشروط الضغط، ولكن لا مصطلح بالقصور الذاتي).
العلاقات الرياضية المستخدمة لوصف تدفق المياه من خلال الوسائط التي يسهل اختراقها هي المعادلات نشر ولابلاس، والتي لديها تطبيقات في العديد من المجالات المتنوعة. وقد تمت محاكاة تدفق المياه الجوفية المستقرة (معادلة لابلاس) باستخدام مقاييس التوصيل الكهربائي والمرن والحرارة. إن تدفق المياه الجوفية العابرة يشبه انتشار الحرارة في مادة صلبة، ولذلك تم تكييف بعض الحلول للمشاكل الهيدرولوجية من أدبيات نقل الحرارة.
تقليديا، تم دراسة حركة المياه الجوفية بشكل منفصل عن المياه السطحية، وعلم المناخ، وحتى الجوانب الكيميائية والميكروبيولوجية للهيدروجيولوجيا (العمليات غير مقيدة). ومع نضوج مجال الهيدروجيولوجيا، أصبحت التفاعلات القوية بين المياه الجوفية والمياه السطحية وكيمياء المياه ورطوبة التربة وحتى المناخ أكثر وضوحا.
كاليفورنيا وواشنطن على حد سواء تتطلب شهادة خاصة من الهيدروجيولوجيين لتقديم الخدمات المهنية للجمهور. تحتاج تسع وعشرون ولاية إلى ترخيص مهني لجيولوجيين لتقديم خدماتهم للجمهور، والتي غالبا ما تشمل العمل في مجالات تطوير وإدارة و / أو معالجة موارد المياه الجوفية. [1]
على سبيل المثال: قد يكون سحب المياه الجوفية أو السحب على المكشوف وضخ المياه الأحفورية عاملا مساهما في ارتفاع مستوى سطح البحر. [2]

## تعاريف وخصائص المواد
المادة الرئيسية: طبقة المياه الجوفية
وتتمثل إحدى المهام الرئيسية التي يقوم بها أخصائي الهيدرولوجيا عادة في التنبؤ بالسلوك المستقبلي لنظام المياه الجوفية، استنادا إلى تحليل الملاحظات السابقة والحالية. بعض الأسئلة الافتراضية، ولكن المميزة التي طرحت هي:
هل يمكن أن تدعم طبقة المياه الجوفية شعبة فرعية أخرى؟
هل يجف النهر إذا كان المزارع يضاعف ريه؟
هل انتقلت المواد الكيميائية من مرفق التنظيف الجاف عبر طبقة المياه الجوفية إلى بئرتي وجعلني مريضة؟
هل سيتدفق تدفق النفايات السائلة إلى نظام مياه الصرف الصحي في جاري إلى بئر مياه الشرب؟
ويمكن معالجة معظم هذه الأسئلة من خلال محاكاة النظام الهيدرولوجي (باستخدام نماذج رقمية أو معادلات تحليلية). وتتطلب المحاكاة الدقيقة لنظام طبقات المياه الجوفية معرفة خصائص طبقات المياه الجوفية وظروف الحدود. ولذلك، فإن مهمة مشتركة من أخصائي الهيدروجيولوجيا هي تحديد خصائص طبقة المياه الجوفية باستخدام اختبارات طبقة المياه الجوفية.
ومن أجل زيادة توصيف طبقات المياه الجوفية والمائية، يتم إدخال بعض الخصائص الفيزيائية الأولية والمشتقة أدناه. وتصنف الطبقات الجوفية على نطاق واسع بأنها إما مقصورة أو غير مقيدة (طبقات المياه الجوفية)، إما مشبعة أو غير مشبعة؛ فإن نوع طبقة المياه الجوفية يؤثر على الخصائص التي تتحكم في تدفق المياه في تلك الوسيلة (على سبيل المثال، يرتبط إطلاق المياه من التخزين لأحواض المياه الجوفية المحصورة بالتخزينية، في حين أنها ترتبط بالعائد المحدد للخزانات الجوفية غير المحصورة).

### رأس هيدروليكي
المادة الرئيسية: رأس هيدروليكي
الاختلافات في الرأس الهيدروليكي (ح) تسبب الماء للانتقال من مكان إلى آخر. وتتدفق المياه من مواقع ارتفاع ح إلى مواقع منخفضة h. يتكون الرأس الهيدروليكي من رأس الضغط (ψ) ورئيس الارتفاع (ض). تدرج الرأس هو التغيير في الرأس الهيدروليكي في طول مسار التدفق، ويظهر في قانون دارسي بأنه يتناسب مع التفريغ.
الرأس الهيدروليكي هو خاصية قابلة للقياس مباشرة يمكن أن تأخذ على أي قيمة (بسبب المسند التعسفي تشارك في مصطلح z). ψ يمكن قياسها بمحول الضغط (يمكن أن تكون هذه القيمة سالبة، على سبيل المثال، شفط، ولكنها إيجابية في طبقات المياه الجوفية المشبعة)، ويمكن قياس z بالنسبة إلى مسند مسح (عادة أعلى غلاف البئر). عادة، في الآبار التنصت المياه الجوفية غير مقسمة يتم استخدام مستوى المياه في بئر كبديل للرئيس الهيدروليكي، على افتراض عدم وجود التدرج الرأسي للضغط. في كثير من الأحيان فقط التغييرات في الرأس الهيدروليكي من خلال الوقت هناك حاجة، لذلك يمكن استبعاد مصطلح رئيس الارتفاع ثابت (Δh = Δψ).
سجل الهيدروليكي من خلال الوقت في البئر هو هيدروغراف أو، وتسمى التغييرات في الرأس الهيدروليكي سجلت خلال ضخ بئر في اختبار السحب.

### المسامية
المادة الرئيسية: المسامية
المسامية (n) هي خاصية طبقة المياه الجوفية القابلة للقياس مباشرة؛ فهو جزء بين 0 و 1 يشير إلى مقدار المسام بين جزيئات التربة غير المجمعة أو داخل صخور مكسورة. وعادة ما تتحرك غالبية المياه الجوفية (وأي شيء يذوب فيها) من خلال المسامية المتاحة للتدفق (وتسمى أحيانا المسامية الفعالة). النفاذية هو تعبير عن الترابط من المسام. على سبيل المثال، قد تكون وحدة الصخور غير المجهزة مسامية عالية (لديها الكثير من الثقوب بين الحبوب المكونة لها)، ولكن نفاذية منخفضة (لا ترتبط أي من المسام). ومن الأمثلة على هذه الظاهرة الخفاف الذي يمكن أن يجعل طبقة المياه الجوفية الفقيرة، عندما تكون في حالتها غير المستقرة.
ولا تؤثر المسامية تأثيرا مباشرا على توزيع الرأس الهيدروليكي في طبقة المياه الجوفية، ولكن لها تأثير قوي جدا على هجرة الملوثات الذائبة، لأنها تؤثر على سرعات تدفق المياه الجوفية من خلال علاقة متناسبة عكسيا.

### محتوى الماء
المادة الرئيسية: محتوى الماء
محتوى الماء (θ) هو أيضا خاصية قابلة للقياس مباشرة؛ هو جزء من مجموع الصخور التي مليئة الماء السائل. هذا هو أيضا جزء بين 0 و 1، ولكن يجب أيضا أن يكون أقل من أو يساوي المسامية الكلية.
محتوى الماء مهم جدا في الهيدرولوجيا منطقة فادوس، حيث التوصيل الهيدروليكي هو وظيفة غير الخطية بقوة من محتوى الماء. وهذا يعقد حل معادلة تدفق المياه الجوفية غير المشبعة.

### الموصلية الهيدروليكية
المادة الرئيسية: الموصلية الهيدروليكية
الموصلية الهيدروليكية (K) وترانزميسيفيتي (T) هي خصائص طبقة المياه الجوفية غير المباشرة (لا يمكن قياسها مباشرة). T هو K المتكامل على السماكة العمودية (b) من الطبقة الجوفية (T = كب عندما يكون K ثابتا على السماكة بأكملها). وهذه الخصائص هي مقاييس لقدرة طبقة المياه الجوفية على نقل المياه. النفاذية الذاتية (κ) هي خاصية متوسطة ثانوية لا تعتمد على اللزوجة وكثافة السائل (K و T خاصة بالماء). فإنه يستخدم أكثر في صناعة النفط.

### تخزين محددة ومردود محدد
المقالة الرئيسية: تخزين محدد
التخزين الخاص (سس) ومكافئته المتكاملة العميقة، ستوراتيفيتي (S = سب)، هي خصائص طبقة المياه الجوفية غير المباشرة (لا يمكن قياسها مباشرة). فإنها تشير إلى كمية المياه الجوفية الصادرة من التخزين بسبب وحدة خفض درجة حرارة طبقة المياه الجوفية المحصورة. وهي كسور بين 0 و 1.
المحصول النوعي (سي) هو أيضا نسبة بين 0 و 1 (سي ≤ المسامية) ويشير إلى كمية المياه الصادرة بسبب الصرف من خفض الجدول المائي في طبقة المياه الجوفية غير محصورة. قيمة العائد المحدد أقل من قيمة المسامية لأن بعض الماء سيبقى في الوسط حتى بعد الصرف بسبب القوى بين الجزيئات. غالبا ما يتم استخدام المسامية أو المسامية الفعالة كحد أعلى إلى العائد المحدد. عادة ما تكون أوامر سي أكبر من سس.

### خصائص نقل الملوثات
في كثير من الأحيان نحن مهتمون في كيفية نقل المياه الجوفية نقل الملوثات الذائبة حول (المجال الفرعي من الهيدروجيولوجيا الملوثة). ويمكن أن تكون الملوثات من صنع الإنسان (مثل المنتجات البترولية أو النترات أو الكروم أو النويدات المشعة) أو تحدث طبيعيا (مثل الزرنيخ والملوحة). وإلى جانب الحاجة إلى فهم أين تتدفق المياه الجوفية، استنادا إلى الخصائص الهيدرولوجية الأخرى التي نوقشت أعلاه، هناك خصائص إضافية للمياه الجوفية تؤثر على كيفية انتقال الملوثات المذابة بالماء الجوف.

### تشتت الهيدروديناميكية
ويعتبر التشتت الهيدروديناميكي (αL، αT) عاملا تجريبيا يحدد كم من الملوثات بعيدا عن مسار المياه الجوفية التي تحمله. بعض الملوثات سوف تكون «خلف» أو «أمام» متوسط المياه الجوفية، مما يؤدي إلى تشتت طولية (αL)، وبعضها سيكون «إلى جانبي» تدفق المياه الجوفية أدفكتيف النقي، مما يؤدي إلى تشتت عرضية (αT). وينشأ التشتت في المياه الجوفية لأن كل «جسيم» مائي يتجاوز جسيم التربة، يجب أن يختار أين يذهب، سواء كان اليسار أو اليمين أو صعودا أو هبوطا، بحيث تنتشر تدريجيا جزيئات الماء (ومذيباتها) في جميع الاتجاهات حول المسار المتوسط. هذه هي الآلية «المجهرية»، على نطاق جزيئات التربة. الأهم من ذلك، على مسافات طويلة، يمكن أن يكون التجانس العيانية من طبقة المياه الجوفية، والتي يمكن أن يكون مناطق من أكبر أو أصغر نفاذية، بحيث بعض المياه يمكن أن تجد مسار تفضيلي في اتجاه واحد، وبعضها الآخر في اتجاه مختلف، بحيث الملوثات يمكن أن تنتشر بطريقة غير منتظمة تماما، كما هو الحال في دلتا (ثلاثي الأبعاد) من النهر.
التشتت هو في الواقع عاملا يمثل نقصنا في المعلومات حول النظام الذي نحاكيه. هناك العديد من التفاصيل الصغيرة حول طبقة المياه الجوفية التي يتم حسابها في المتوسط عند استخدام نهج ماكروسكوبي (على سبيل المثال، أسرة صغيرة من الحصى والطين في طبقات المياه الجوفية الرملية)، فإنها تظهر نفسها على أنها تشتت واضح. وبسبب هذا، غالبا ما يزعم أن α تعتمد على نطاق طول المشكلة - فإن التشتت الذي تم العثور عليه للنقل من خلال 1 م 3 من طبقة المياه الجوفية يختلف عن ذلك بالنسبة للنقل من خلال 1 سم 3 من نفس طبقة المياه الجوفية. [3]

### الانتشار الجزيئي
الانتشار هو ظاهرة فيزيائية أساسية، والتي وصفها أينشتاين بأنها حركة براونية، التي تصف الحركة الحرارية العشوائية للجزيئات والجسيمات الصغيرة في الغازات والسوائل. وهي ظاهرة هامة لمسافات صغيرة (وهو أمر ضروري لتحقيق التوازن الحراري الديناميكي)، ولكن، حيث أن الوقت اللازم لتغطية مسافة عن طريق الانتشار يتناسب مع مربع المسافة نفسها، فإنه غير فعال لنشر المذاب على المسافات المجهرية. وعادة ما يكون معامل الانتشار، D، صغيرا جدا، ويمكن اعتبار تأثيره ضئيلا (ما لم تكن سرعات تدفق المياه الجوفية منخفضة للغاية، كما هي في أحواض المياه الطينية).
من المهم عدم الخلط بين الانتشار مع التشتت، حيث أن الأول هو ظاهرة مادية، وهذا الأخير هو عامل تجريبي يلقي في شكل مماثل للنشر، لأننا نعرف بالفعل كيفية حل هذه المشكلة.

### التخلف عن طريق الامتصاص
عامل التخلف هو سمة أخرى هامة جدا تجعل حركة الملوث تحيد عن متوسط حركة المياه الجوفية. وهو مماثل لعامل التخلف اللوني. وخلافا للانتشار والتشتت، والتي تنتشر ببساطة الملوث، عامل التخلف يغير سرعة المتوسط العالمي، بحيث يمكن أن يكون أبطأ بكثير من الماء. ويرجع ذلك إلى التأثير الكيميائي الفيزيائي: الامتزاز للتربة، الذي يحمل الملوثات مرة أخرى ولا يسمح لها بالتقدم حتى يتم تكثيف الكمية المقابلة لتوازن الامتزاز الكيميائي. هذا التأثير مهم بشكل خاص للملوثات أقل قابلية للذوبان، وبالتالي يمكن أن تتحرك حتى مئات أو آلاف مرات أبطأ من المياه. تأثير هذه الظاهرة هو أن الأنواع القابلة للذوبان فقط يمكن أن تغطي مسافات طويلة. ويعتمد عامل التخلف على الطبيعة الكيميائية لكل من الملوثات والأحواض الجوفية.

## فروع
تتفرع الهيدروجيولوجيا إلى عدد من العلوم من بينها:
1. هيدروجيولوجيا العامة والنظرية
2. حركة المياه الجوفية
3. الهيدروجيوكيمياء
4. هيدروجيولوجيا مكامن الخامات المفيدة
5. علم المياه المعدنية العلاجية والمياه الحارة
6. الهيدروجيولوجيا الإشعاعية
7. الهيدروجيولوجيا الإقليمية
8. طرق الدراسات الهيدروجيولوجية

المصادر:
المقدمة / الهيدروجيولوجيا فيما يتعلق بالمجالات الأخرى/ تعاريف وخصائص المواد
Hydrogeology#Hydraulic head